# Зоран Мијуцић
Зоран Мијуцић (Шид, 23. децембар 1968 — Нови Сад, 3. октобар 2009) био је југословенски и српски фудбалер.

## Биографија и каријера
Мијуцић је рођен 23. децембра 1968. године у Шиду. Фудбалску каријеру је започео у омладинском погону Радничког Шид. Професионалну каријеру започео је у Војводини, где је играо у периоду од 1985. до 1992. године, а на 109 утакмица постигао је 20 голова. Са Војводином је освојио Првенство Југославије у сезони 1988/89. Играо је још у Цементу из Беочина и у Грчкој.
Био је члан фудбалске репрезентације Југославије до 20 године, која је освојила Светско првенство у фудбалу до 20 година у Чилеу, 1987. године.
Преминуо је 3. октобра 2009. године после дуге и тешке болести у Новом Саду, а сахрањен је у родном Шиду. Раднички из Шида организовао је 2010. године турнир у знак сећања на Мијуцића.